# Jon Gosselin
Jonathan Keith "Jon" Gosselin (ur. 1 kwietnia 1977 w Wyomissing, Pensylwania) – amerykański celebryta i osobowość telewizyjna. Najbardziej znany z udziału w reality show Rodzina 2+8 (Jon & Kate Plus 8)

## Życiorys
Urodził się i wychowywał w Wyomissing w stanie Pensylwania. Jest środkowym dzieckiem, ma dwóch braci. Jego matka ma koreańskie korzenie, natomiast ojciec francusko-irlandzko-walijskie.
Jon spotkał Kate Kreider na pikniku, było to 5 października 1997 roku. Ożenił się z nią 12 czerwca 1999 roku. 8 października 2000 roku urodziły im się bliźniaki Cara i Madelyn. Początkowo Jon był przeciwny posiadaniu trzeciego dziecka jednak razem z Kate ostatecznie zdecydowali się spróbować zajść w ciążę jeszcze raz. 10 maja 2004 roku Kate urodziła sześcioraczki: Alexis, Hannah, Aadena, Collina, Leah i Joela. W lokalnych mediach zrobiło się o nich głośno i wkrótce potem, gdy dzieci miały 17 miesięcy, Discovery Health Channel zaproponował im nagranie reality show ukazujące ich codzienne życie z ośmioma pociechami. Program zaczął być emitowany na kanale TLC.
We wrześniu 2005 roku Jon i jego rodzina rozpoczęli swój program zatytułowany Surviving Sextuplets and Twins. Rok później pojawili się w Surviving Sextuplets and Twins: One Year Later. Oba programy uzyskały wysokie wskaźniki oglądalności, dlatego Discovery Health podpisał z rodziną kontrakt na jeszcze jedną serię, która rozpoczęła się w kwietniu 2007 roku. Rodzina była filmowana trzy lub cztery dni w tygodniu i otrzymywała zapłatę za występ.
29 września 2009 roku TLC ogłosił, iż od 2 listopada 2009 roku program Jon & Kate Plus 8 zmienia nazwę na Kate Plus 8. Jon kontynuowałby udział w programie, ale pojawiałby się rzadziej. Jednakże 1 października 2009 roku, People.com poinformowało, że Jon wniósł sprawę do sądu przeciw stacji TLC. Zarzucał jej, iż podejmują nowe decyzje nie uwzględniając treści zawartych w kontrakcie, a także mimowolne wejście członków produkcji do domu rodzinnego, co narusza prywatność rodziny Gosselinów.

## Rozwód z Kate i zainteresowanie mediów
W odcinku z 22 czerwca 2009 roku zostało ogłoszone, że para jest w separacji i planuje rozwód. Jon zaczął szukać nowego mieszkania w Nowym Jorku. Oświadczył, że to Kate chciała rozwodu, podczas gdy Kate twierdziła, iż to Jon ją opuścił i ona musi teraz chronić siebie i swoje dzieci. W odpowiedzi Jon wydał oświadczenie, zauważając, że jego żona zrobiła pierwszy prawny krok i zapewnił o swojej miłości do dzieci.
Pod koniec września 2009 roku Jon złożył do sądu dokument starający się opóźnić sprawę rozwodową przez 90 dni, argumentując: „Żałuję swojego zachowania odkąd razem z Kate jesteśmy w separacji... Krótki czas utrzymywałem kontakty towarzyskie z innymi kobietami”. 24 listopada 2009 roku wyznał na łamach czasopisma Star Magazine, że zdradzał Kate.

### Inne przedsięwzięcia
Jon, razem ze swoją żoną i Beth Carson, jest współautorem książki Multiple Blessings: Surviving to Thriving with Twins and Sextuplets. Po wyznaniu o zdradzie książka znalazła się na liście bestsellerów w Nowym Jorku (New York Times Best Seller list). Jon pojawił się również w programie Amerykański chopper.

### Proces
15 października 2009 roku ogłoszono, że kanał TLC wytoczył proces Jonowi za rzekome łamanie ich kontraktu i niezapłacone występy w programie. Stacja twierdziła, że stracili więcej niż 30 tys. dolarów przez jego stwierdzenia o naruszenie kontraktu. Pełnomocnik Jona odpowiedział, że kontrakt był bez mocy prawa, kanał TLC bezpodstawnie zmienił nazwę programu na Kate Plus 8 i że w każdym z przypadków kontrakt jest martwy, ponieważ, w chwili podpisania, Jon nie miał żadnego prawnego przedstawiciela. Stacja TLC ogłosiła, że program Rodzina 2+8 zakończy się w listopadzie 2009 roku. Ewentualnie nad przyszłością programu stacja zdecyduje się po tym, jak proces zostanie rozwiązany.